# Jardín botánico de Holguín
El Jardín Botánico de Holguín es una institución dedicada a la conservación, investigación y divulgación de la flora cubana y mundial. Ubicado en la ciudad de Holguín, Cuba, abarca aproximadamente 10 hectáreas, aunque otras fuentes indican que sus instalaciones se extienden hasta 48–50 hectáreas en explotación. Es parte de la red del Ministerio de Ciencia, Tecnología y Medio Ambiente (CITMA), cuyo objetivo es promover el conocimiento de los ecosistemas regionales de la isla. El código de identificación del Jardín Botánico de Holguín en el Botanic Gardens Conservation International es HOLGU, así como las siglas de su herbario.

## Ubicación
Situado en la parte oriental del país, el jardín se encuentra en el Valle de Mayabe, a unos 5,5 kilómetros al sureste de la ciudad cabecera de Holguín. Su localización se puede precisar con coordenadas: 20°52′59.8800″ N, 76°15′00.0000″ O.

## Historia

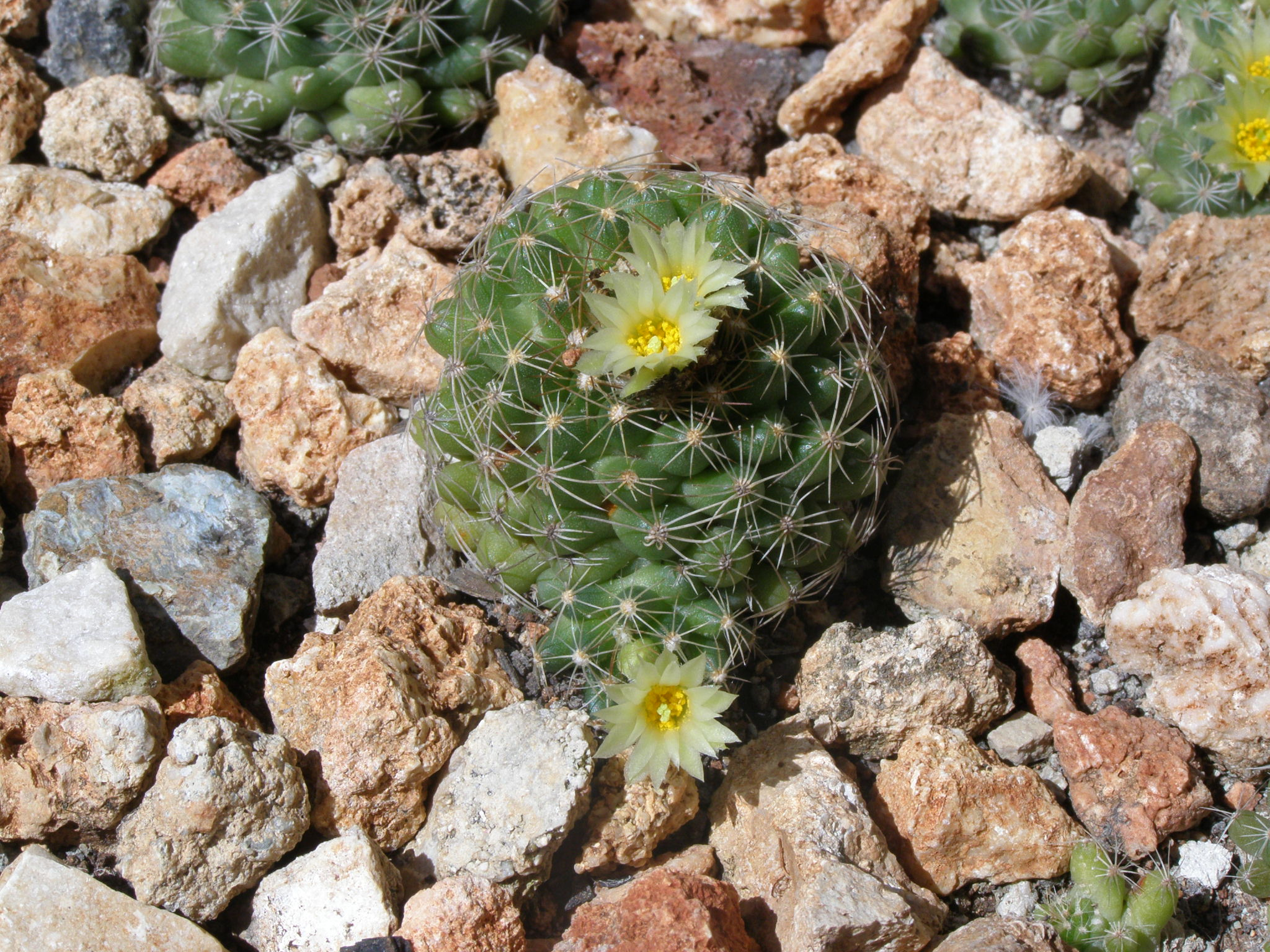
Escobaria cubensis, conocido como cactus enano de Holguín.

La concepción de este centro, que forma parte de los 13 existentes de su tipo en el país, data de 1978, impulsada por la reconocida botánica y fitogeógrafa Ángela T. Leiva Sánchez, quien en aquel entonces era directora del Jardín Botánico Nacional de Cuba en La Habana. Su iniciativa, apoyada por el Gobierno provincial, permitió establecer esta ubicación como parte fundamental de la red nacional de jardines botánicos.
En 2010, el jardín tuvo que cerrar sus puertas al público debido al deterioro de su infraestructura y los daños ocasionados por varios huracanes, reabriéndose parcialmente en 2011.

## Colecciones

### Diversidad y énfasis en flora cubana
El jardín alberga más de 800 especies que incluyen árboles frutales, maderables, textiles, plantas medicinales y ornamentales. Se estructura en alrededor de 12 zonas en desarrollo, muchas de ellas en reconstrucción tras daños climáticos.

Área de suculentas y cactáceas.

Cuenta con unas 200 especies vegetales endémicas o nativas de Cuba, entre ellas:
- Escobaria cubensis (cactus enano de Holguín),[2] en peligro crítico de extinción.
- Melocactus holguinensis.[3]
- Euphorbia podocarpifolia (jazmín del Pinar, la “Flor de Holguín”).[4]

Además, posee cerca de 400 especies exóticas, incluyendo cactus, suculentas, Gramíneas, árboles de 30–40 años y una colección de plantas nativas de Uruguay.

### Extendido alcance y colecciones especializadas
Otras estimaciones indican que el jardín cuenta con más de 900 ejemplares, que representan flora endémica local, exótica y propia del territorio holguinero.
Entre las especies exóticas destacan especies notables como el "árbol de la salchicha" (cono surafricano) y el framboyán azul (Centroamérica). También se presentan colecciones de bambú, orquídeas y plantas medicinales, además de una selección de ejemplares secos para investigación taxonómica.

### Orquideario y bromeliario
Desde 2019, se ha fortalecido el orquideario con la introducción de 23 géneros de orquídeas endémicas, nativas y exóticas. Se promueve especialmente el cultivo de orquídeas hemiepífitas, epifitas y terrestres, así como la multiplicación de bromelias, muchas de ellas en peligro de extinción.

## Educación, investigación y conservación

Parte del bosque prehistórico, hogar de plantas que han perdurado desde tiempos remotos.

El jardín impulsa múltiples programas de protección de especies autóctonas, dirigidos a la evolución, manejo sostenible, educación ambiental, asesoría a visitantes y capacitación del personal.
Se ha destacado que entre sus colecciones figuran 88 especies endémicas y 338 especies incluidas en la Lista Roja de Cuba (2016), según criterios de la Unión Internacional para la Conservación de la Naturaleza (UICN).
Las actividades educativas se focalizan en comunidades locales, alumnos de todos los niveles, y personas de la tercera edad. Se desarrollan charlas, círculos de interés, exposiciones fotográficas, festivales temáticos y campañas de gestión de residuos.
También se promueve la caracterización de la biodiversidad en áreas protegidas, rehabilitación florística de playas, alquiler de espacios para actividades recreativas, producción y venta de plantas, diseño y mantenimiento de jardines y áreas verdes.

## Conexión con la comunidad científica
El jardín forma parte de una red de 13 jardines botánicos en Cuba, comprometidos con la preservación de la flora autóctona y regional. Trabaja en coordinación con instituciones como la Academia de Ciencias de Cuba, la Asociación Latinoamericana y del Caribe de Jardines Botánicos, y la Asociación Internacional de Jardines Botánicos.

## Galería de imágenes

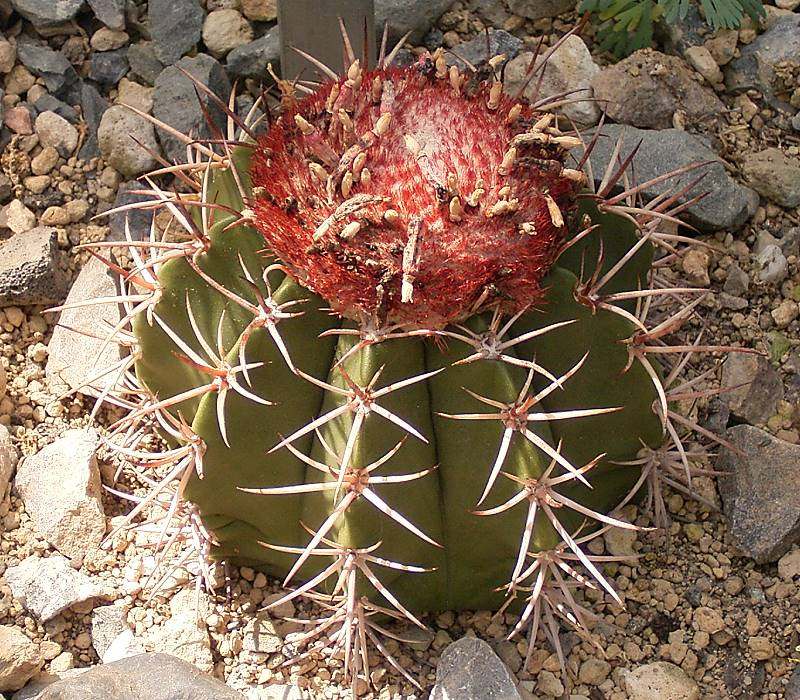